# Gianni Agnelli
Giovanni Agnelli, detto Gianni e noto anche come "L'avvocato" (Torino, 12 marzo 1921 – Torino, 24 gennaio 2003), è stato un imprenditore, socialite, dirigente sportivo e politico italiano, principale azionista e amministratore al vertice della FIAT, nonché senatore a vita ed ufficiale del Regio Esercito.
Secondo dei sette figli di Edoardo Agnelli e di Virginia Bourbon del Monte dei Principi di San Faustino, era noto come "l'Avvocato"; in realtà tale titolo non gli competeva in quanto, pur essendo laureato in giurisprudenza, non svolse mai il praticantato triennale per l'accesso alla professione di procuratore legale, che, secondo la legge del genere, era il primo passaggio necessario per la successiva abilitazione alla professione di avvocato.
Fu per trentacinque anni sindaco di Villar Perosa.

## Biografia

### Famiglia
Figlio di Edoardo e di Virginia Bourbon del Monte, nacque il 12 marzo 1921 a Torino nella casa di famiglia in corso Oporto (ora corso Matteotti). Il nonno era il senatore Giovanni Agnelli, fondatore insieme ad altri della FIAT. Il padre Edoardo morì tragicamente in un incidente aereo quando Gianni aveva 14 anni. Riprese il nome del nonno, cui tutti si riferivano come «il Senatore». Si sposò il 19 novembre 1953 a Strasburgo, nel castello di Osthoffen, con Marella Caracciolo dei Principi di Castagneto (1927-2019), dalla quale ebbe due figli, Edoardo (1954-2000) e Margherita (1955).
Fu educato secondo un modello altoborghese con fitte frequentazioni nel mondo dell'aristocrazia, favorite dal legame con i principi di Piemonte, nei canoni di rigido formalismo del costume dell'epoca, che voleva i figli delle famiglie di maggior rango affidati alle cure di istitutrici straniere e di precettori privati, seppure talvolta anticonformisti e di prestigio intellettuale come Franco Antonicelli.

### Gioventù
A Torino frequentò il Liceo classico Massimo d'Azeglio, dove conseguì la licenza liceale nel 1938. In quello stesso anno intraprese un viaggio negli Stati Uniti, dove visitò New York, Detroit e Los Angeles. Rientrò in Italia fortemente impressionato dagli Stati Uniti - dove tutto gli pareva contrassegnato da dimensioni imponenti, al punto da ricondurre in seguito a quella prima impressione il marcato occidentalismo e filoamericanismo della maturità - e rafforzato nell'idea, già instillatagli dal nonno, che la civiltà e la potenza americane fossero fuori del raggio delle nazioni europee.
Durante il periodo bellico nel 1940 seguì il corso per ufficiale di complemento presso la Scuola di Applicazione di Cavalleria di Pinerolo. Con il grado di sottotenente venne arruolato nel 1º Reggimento "Nizza Cavalleria" e inviato con il CSIR come addetto al comando sul fronte russo. Rientrato in Italia alla fine del 1941, nel gennaio 1942 fu aggregato al Reggimento Cavalleggeri di Lodi e assegnato al comando di uno squadrone di autoblindo, con il quale venne inviato a Tripoli il 23 novembre 1942, poche settimane prima della conquista di Tripoli da parte dell'Ottava Armata britannica. Partecipò alla Campagna di Tunisia, dove fu insignito della Croce di guerra al valor militare il 14 febbraio 1943. Su richiesta del nonno venne rimpatriato il successivo 29 aprile, sbarcando in Sicilia.
Durante il periodo passato in Italia, tra il novembre 1941 e il novembre 1942, proseguì gli studi fino a ottenere la laurea in Giurisprudenza, presso l'Università degli Studi di Torino. Dopo l'8 settembre, tentò di rifugiarsi insieme alla sorella Susanna nella tenuta di famiglia posta nella provincia di Arezzo, scortato da un maresciallo dell'esercito tedesco, cui era stata promessa, in compenso, un'automobile nuova.
Durante la trasferta la vettura, condotta dal sottufficiale, subì un grave incidente e il giovane Agnelli, con la gamba destra fratturata, venne ricoverato nel nosocomio del capoluogo toscano, ove il 23 agosto 1944 giunsero le truppe alleate. Terminata la lunga degenza, si trasferì a Roma, arruolato quale ufficiale di collegamento del Corpo Italiano di Liberazione con le truppe alleate.
Nel novembre del 1945 la madre fu coinvolta in un incidente automobilistico mortale, nei pressi di Pisa. Appena terminata la seconda guerra mondiale, all'età di 25 anni, divenne presidente della RIV, la società di produzione di cuscinetti a sfere fondata da Roberto Incerti e dal nonno nel 1906: l'incarico però ebbe una connotazione praticamente solo rappresentativa.
Nello stesso anno fu eletto sindaco di Villar Perosa, un paese ubicato poco dopo Pinerolo lungo la statale del Sestriere. È il paese ove la famiglia risiedeva d'estate (e da dove la stessa proveniva) e fu proprio Villar Perosa la città che ospitò anche il primo stabilimento RIV. Non si trattava di un incarico molto impegnativo e Agnelli lo mantenne per trentacinque anni. Tra la fine del 1945 e l'inizio del 1946 si trovò coinvolto, in rappresentanza della famiglia, nelle complesse trattative fra il CLN, le autorità alleate di occupazione e il governo italiano provvisorio, per la normalizzazione della conduzione della FIAT, della quale la famiglia Agnelli era ancora il principale azionista e il 23 febbraio 1946 firmò egli stesso l'accordo che ricostituiva il consiglio di amministrazione della società e ristabiliva Vittorio Valletta, precedentemente estromesso con l'accusa di collaborazionismo con i tedeschi, nella carica di amministratore delegato.

### Il dopoguerra

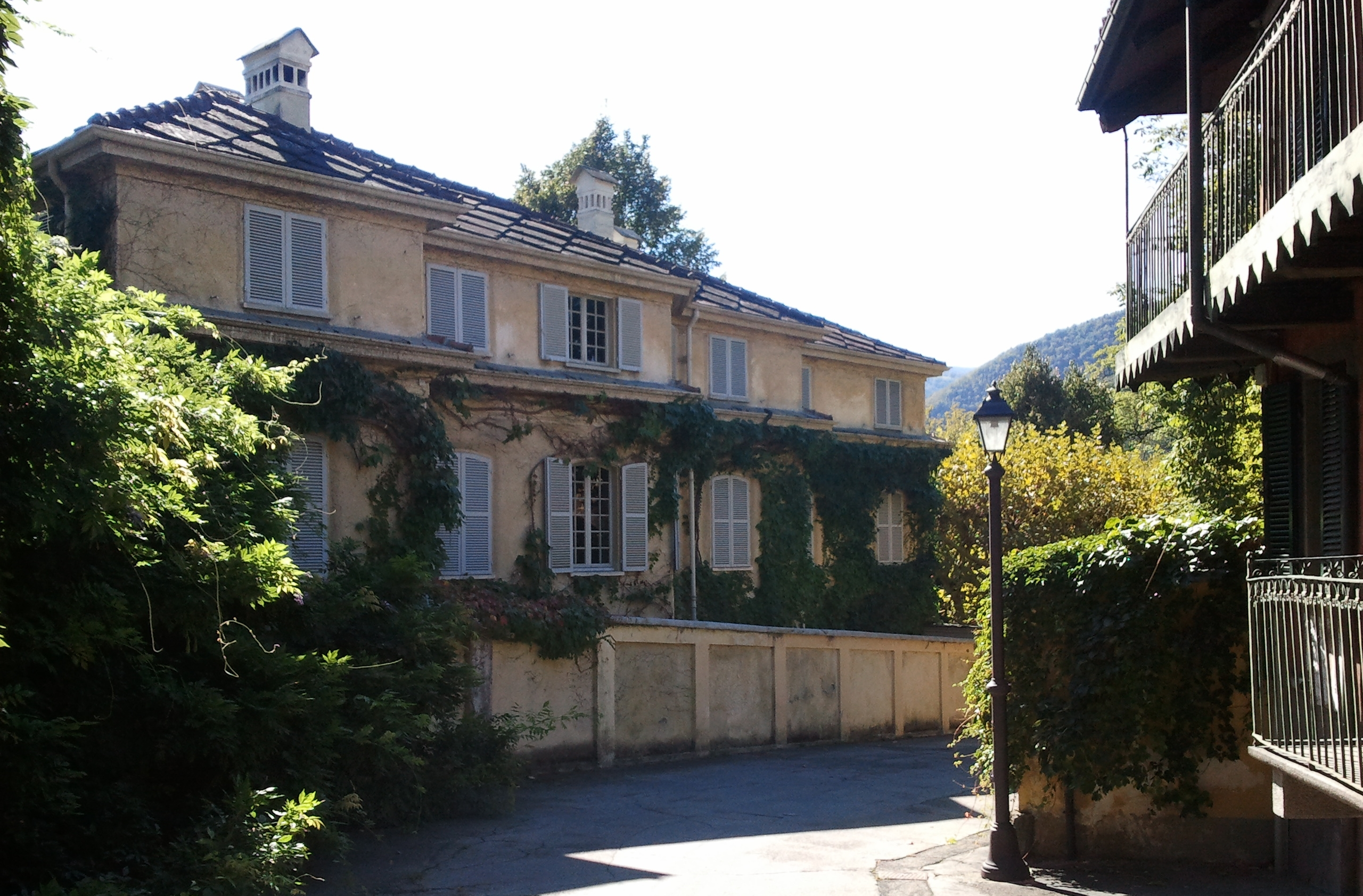
La villa (detta Il castello) della famiglia Agnelli a Villar Perosa

Al termine del 1946, a quasi un anno dal decesso del nonno, Vittorio Valletta, divenuto dominus indiscusso dell'azienda, ebbe un colloquio con il giovane successore del defunto senatore per decidere delle sorti dell'azienda. Il sessantatreenne manager pose al nuovo proprietario questo dilemma: «Esistono solo due possibilità: o il presidente della Fiat lo fate voi o lo faccio io», al che il giovane Agnelli rispose: «Ma di certo voi, professore». Con questa risposta il "professore" si guadagnò la sua autonomia manageriale e il giovane erede la sua libertà di godersi la giovinezza, seguendo un consiglio che gli avrebbe dato lo stesso nonno: «Prenditi qualche anno di libertà prima di immergerti nelle preoccupazioni dell'azienda». In seguito, comunque, Valletta lamenterà, più volte, l'eccessiva latitanza del principale azionista dall'impegno aziendale.
Intanto, già nel 1947, Gianni Agnelli divenne presidente della squadra di calcio che il padre Edoardo aveva portato al ruolo di "prima donna" nel calcio italiano: la Juventus, squadra cui sarà affezionato per tutta la vita. Viaggiava in continuazione in tutto il mondo, frequentando i luoghi più mondani d'Europa, le persone più famose del jet-set internazionale: attrici, principi, magnati, uomini politici (i suoi rapporti di amicizia con John Fitzgerald Kennedy, allora senatore democratico, risalgono a quegli anni come pure la frequentazione dei banchieri David Rockefeller e André Meyer della banca d’affari internazionale Lazard, conosciuti attraverso Raffaele Mattioli ed Enrico Cuccia).

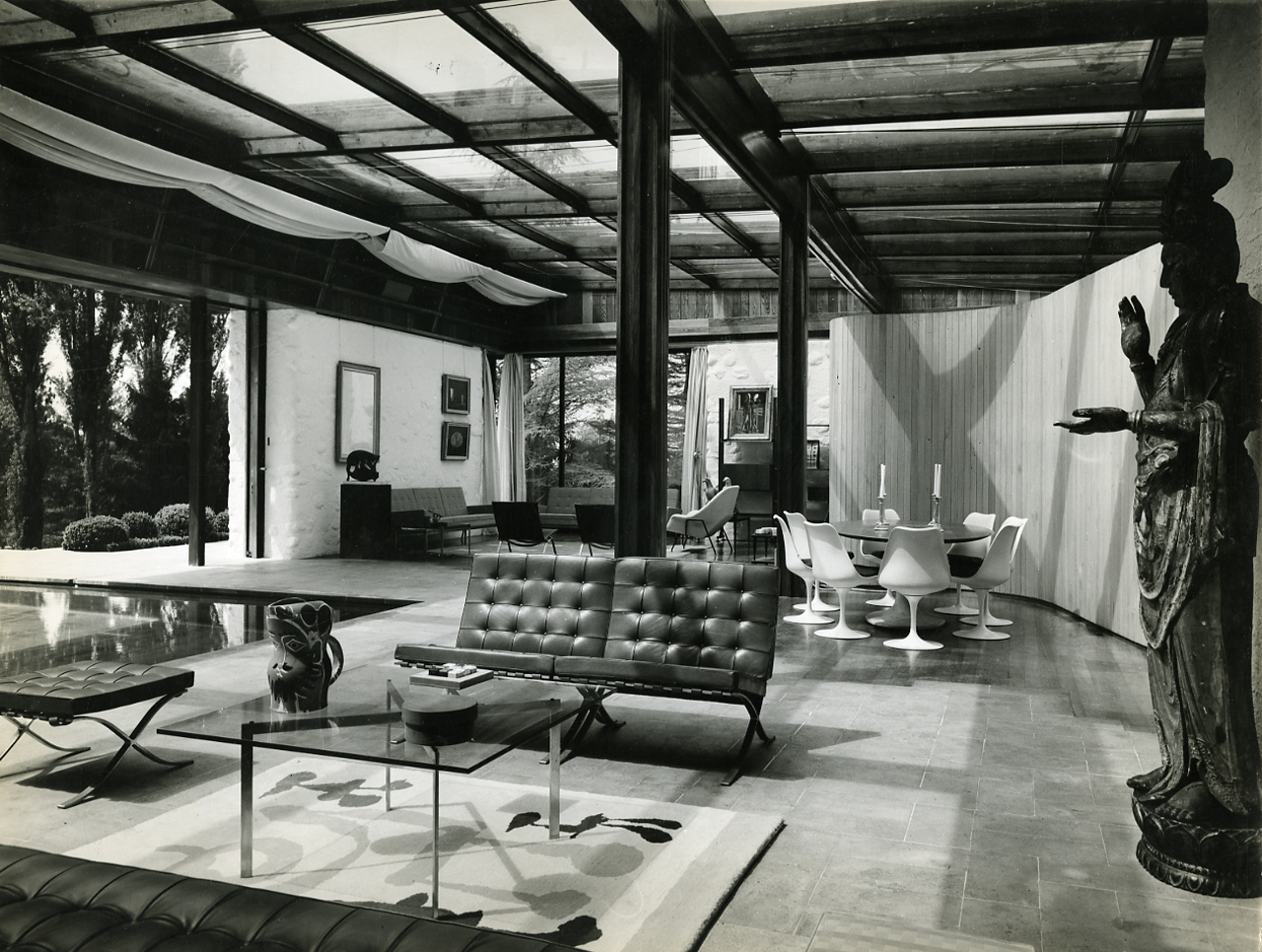
Interni di villa Agnelli a Torino (progettata dall'arch. Amedeo Albertini), fotografati da Paolo Monti nel 1961

Intrecciò numerose relazioni sentimentali, delle quali solo una, peraltro piuttosto burrascosa, farebbe pensare a un legame stabile: fu il rapporto con Pamela Digby (1920-1997), già Pamela Digby-Churchill, ex nuora di Winston Churchill, avendone sposato il figlio Randolph. Al termine di questa relazione, nell'estate del 1952, Gianni rimase vittima di un terribile incidente d'auto: correndo da Torino verso Monte Carlo, si schiantò contro un autocarro. Lo estrassero dalle lamiere piuttosto malconcio, la gamba destra fu nuovamente, seriamente ferita e per la seconda volta rischiando l'amputazione. La gamba fu poi operata più volte, ma una complessa protesi gli consentì di continuare a praticare uno dei suoi sport preferiti: lo sci (e sarà proprio sciando che se la romperà per la terza volta nel 1987). Superò l'incidente abbastanza bene, tuttavia rimase leggermente, ma visibilmente, claudicante per tutta la vita.
Nel 1953 sposò la principessa Marella Caracciolo di Castagneto, appartenente a un'antica, nobile famiglia di origini napoletane.

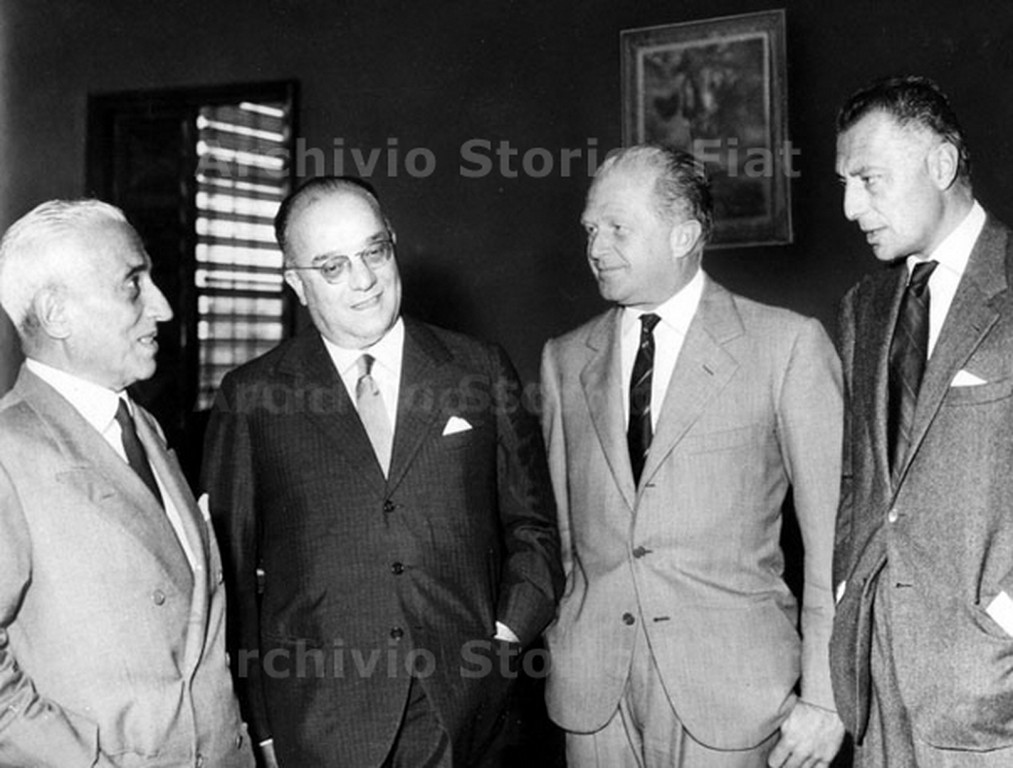
Vittorio Valletta, Gaudenzio Bono, il cugino Giovanni Nasi e Gianni Agnelli, negli anni sessanta

Nel 1959 divenne presidente dell'Istituto Finanziario Industriale (IFI), una società finanziaria pura che era una delle casseforti di famiglia e che assieme all'IFIL, altra cassaforte di famiglia, controllavano la Fiat. Divenne inoltre amministratore delegato della stessa Fiat nel 1963, una carica che dovette condividere con Gaudenzio Bono, un "vallettiano" a tutto tondo, mentre il cugino Giovanni Nasi era vicepresidente. 
In ogni caso il timone dell'azienda automobilistica rimase per il momento nelle mani del "professore", sempre presidente.

### La presidenza della FIAT

#### Anni sessanta
Il 30 aprile 1966, l'ormai ultra-ottantenne presidente FIAT Vittorio Valletta propose, quale suo sostituto, il nome di Gianni Agnelli all'assemblea generale degli azionisti, che ne deliberò l'approvazione, restituendo il timone aziendale alla famiglia Agnelli dopo oltre venti anni di presidenza Valletta. Il nuovo assetto dirigenziale, naturalmente, teneva conto dell'inesperienza di Agnelli, mantenendo Valletta quale delegato speciale per i programmi produttivi, i rapporti con le maestranze e le iniziative estere, mentre Gaudenzio Bono assumeva le cariche di amministratore delegato unico e direttore generale.

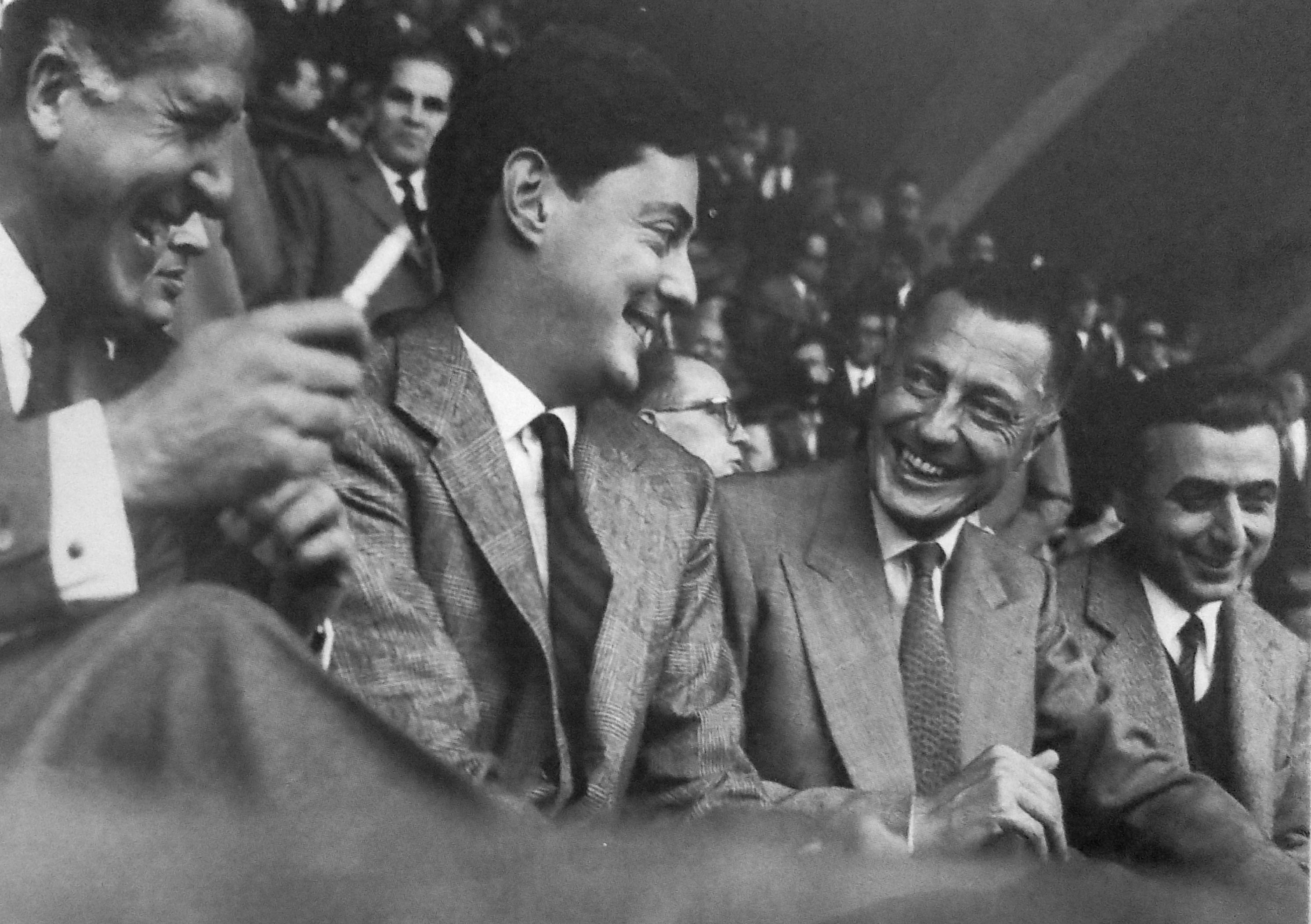
Gianni (secondo da destra) e il fratello minore Umberto Agnelli (secondo da sinistra) nel 1960, mentre assistono a una partita della Juventus a Firenze insieme ai dirigenti della Fiorentina, Enrico Befani (a sinistra) e Artemio Franchi (a destra)

Insediatosi al timone della Fiat all'età di 45 anni, dopo avervi svolto praticamente solo ruoli di rappresentanza, Gianni Agnelli si trovò dinnanzi a due problemi. Il primo riguardava l'esecuzione dell'accordo con l'Unione Sovietica per la costruzione di uno stabilimento presso una cittadina sul Volga (che verrà chiamata Togliatti), per il quale la Fiat doveva fornire all'Autoprominport (l'ente sovietico preposto) lo stabilimento "chiavi in mano" e il know-how per la produzione. Il contratto era stata l'ultima opera di Valletta, la cui morte, avvenuta nel 1967, rischiava di renderne difficoltosa l'attuazione, ma la gestione non si presentò particolarmente onerosa: i sovietici rispettarono i termini stabiliti e tutto procedette secondo il programma concordato.
Il secondo problema era assai più grave. Venendo incontro al presidente dell'Alfa Romeo Giuseppe Luraghi, che da anni andava predicando l'impossibilità di far quadrare i conti aziendali senza un'adeguata "massa critica" di volumi produttivi (e cogliendo l'occasione di aprire un grosso stabilimento al Sud), il governo italiano decise di finanziare l'Alfa per la costruzione di uno stabilimento nell'Italia meridionale, ove si producesse un modello di autovettura di livello medio, nella stessa fascia di mercato, più o meno, della Fiat 128, che verrà lanciata di lì a poco.
Secondo Gianni Agnelli, nell'orticello del mercato italiano dell'auto di fascia bassa e media, concupito già dalle concorrenti europee grazie alla graduale riduzione dei dazi all'interno della CEE, non c'era spazio per un altro concorrente italiano, specialmente se questo poteva contare sui finanziamenti a carico del contribuente. Ma tutti i tentativi per contrastare a livello politico questo progetto fallirono; la sede designata fu Pomigliano d'Arco, un paese a pochi chilometri da Napoli, ove già operavano la piccola Alfa Motori Avio, e l'Aerfer, azienda parastatale di medie dimensioni, che produceva parti di velivoli commerciali per conto di grosse aziende americane (che verrà poi incorporata in Aeritalia, divenuta successivamente Alenia). Per trovare i quadri tecnici intermedi in numero sufficiente a far funzionare lo stabilimento, la neonata Alfasud non poteva che rivolgersi ai quadri della FIAT, cui sottrasse questi tecnici offrendo loro stipendi di entità superiore rispetto a quelli pagati dall'azienda torinese.
Sulla base di uno studio commissionato a una società di consulenza americana, dai primi del 1968 diede il via a una complessa opera di ridisegno del sistema aziendale, affidato soprattutto all'intervento del nuovo amministratore delegato, il fratello Umberto Agnelli (nato nel 1934). Questi, che sedeva nel consiglio di amministrazione della Fiat dal 1964, veniva da una precedente esperienza di riorganizzazione della consociata francese Simca, all'epoca quarto produttore di automobili sul mercato d'Oltralpe. Rinunciando alla politica industriale di Vittorio Valletta (terra/mare/cielo), Gianni Agnelli decise di disfarsi di quelle produzioni che richiedono continui investimenti e la cui redditività era precaria e condizionata (non solo sul mercato italiano) da scelte spesso legate a decisioni di carattere politico. Venne così ceduto alla Finmeccanica il 50% della Grandi Motori, detta Divisione Mare, specializzata in motori marini a ciclo Diesel per grosse navi, che fu trasferita a Trieste con il nome iniziale di Grandi Motori Trieste.
Analogamente si procedette con la cosiddetta Fiat Velivoli, specializzata in fabbricazione di aerei, prevalentemente a uso militare, spesso su licenza di grosse aziende estere, che venne aggregata all'Aerfer di Pomigliano d'Arco, nella società a partecipazione statale Aeritalia (divenuta molti anni dopo Alenia). La partecipazione Fiat rimase solo un fatto finanziario, poiché il controllo operativo era di Finmeccanica: il restante 50% delle azioni verrà definitivamente alienato da Fiat nel 1975. Così andò anche per altre realtà minori.

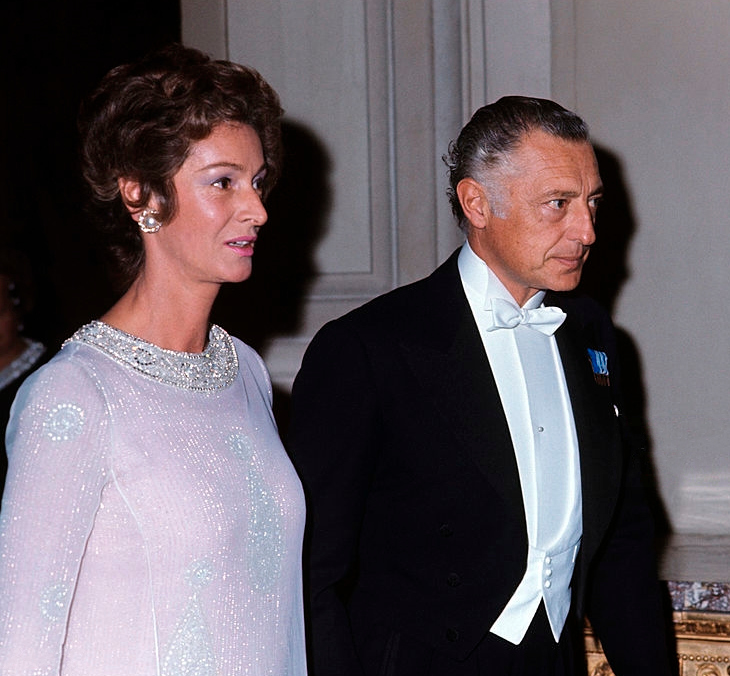
Marella (a sinistra) e Gianni Agnelli a un ricevimento di gala nel 1966

Nel 1969 l'ing. Ferrari cedette alla Fiat il controllo della sua casa di auto sportive: la Ferrari; il reparto corse resterà comunque gestito per molti anni ancora da lui. Il 1º febbraio 1970 venne acquisita dalla famiglia Pesenti, a un prezzo simbolico di un milione di lire, la Lancia, glorioso marchio di auto di prestigio (era detta "la Mercedes italiana") fondata a Torino da Vincenzo Lancia nel 1906, ormai in stato di quasi insolvenza.
Il sogno di Gianni Agnelli era l'internazionalizzazione della FIAT. Due anni dopo l'assunzione della guida della Fiat, Gianni Agnelli concordò con François Michelin, proprietario del pacchetto di controllo della Citroën, che si trovava in cattive acque, l'acquisto della partecipazione con l'intenzione di giungere successivamente al controllo totale della casa automobilistica francese.
La sinergia fra i due costruttori europei sembrava promettere bene: Citroën era un marchio prestigioso, con buona fama nella produzione di auto di alta gamma, la Fiat ugualmente nelle utilitarie. L'accordo si concluse, al vertice Citroën arrivarono uomini Fiat ma ci si mise di traverso l'opposizione di stampo nazionalistico dei gollisti: alla Fiat venne fatto divieto di acquisire la maggioranza delle azioni Citroën. Le incomprensioni fra i tecnici italiani e i tecnici francesi compirono il resto: la Fiat, senza il controllo totale dell'azienda, non poteva imporre nulla senza accordo con le altre forze in gioco, poteva solo investire per ammodernare impianti e strutture.
Alla fine, quattro anni dopo, il sogno s'infranse e Gianni Agnelli dovette rinunciare alla sua internazionalizzazione, almeno attraverso questa via, e la quota Fiat in Citroën fu ceduta alla Peugeot. L'Avvocato ripiegò, sperimentando altre vie, verso un altro modello di internazionalizzazione che passerà attraverso gli stabilimenti Zastava per la produzione del mod. 128 (Jugoslavia) e Tofaş per la produzione del mod. 124 (Turchia). Già presente sul mercato polacco con la fabbricazione del mod. 125, il 29 ottobre 1971 la Fiat siglò un importante contratto di licenza e collaborazione industriale con la polacca Pol-Mot. Ne seguì, presso gli stabilimenti F.S.M. di Tychy, la produzione su larga scala della Fiat 126. Il modello, prodotto alla media di oltre mille vetture al giorno, contribuì notevolmente alla motorizzazione dell'intera Polonia e dei mercati d'oltre cortina. Poco dopo venne decisa l'avventura di una produzione oltre oceano: creare uno stabilimento in Brasile (Belo Horizonte nello Stato di Minas Gerais) ove si sarebbe prodotta inizialmente la 127, opportunamente modificata per quel mercato (il nome del modello brasiliano sarà 147). L'ambizioso progetto di Giovanni Agnelli, per rendere noto al mondo il marchio FIAT, si realizzò nel giro di una decina d'anni con le unità produttive presenti su quattro continenti:
- Europa - Italia (Fiat, Lancia, Autobianchi, Ferrari), Spagna (Seat), Jugoslavia (Zastava), Polonia (F.S.M.).
- Sud America - Brasile (Automoveis), Argentina (Concorde).
- Asia - Turchia (Tofas).
- Africa - piccole unità produttive in Egitto e Sudafrica.

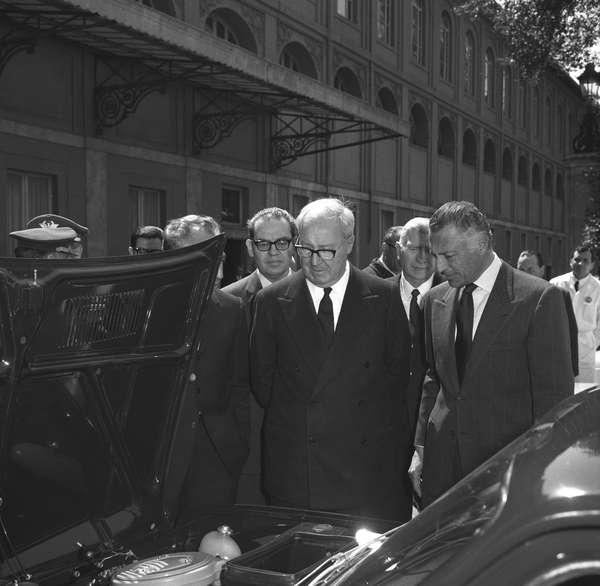
Gianni Agnelli (a destra) presenta la Fiat 128 al Presidente della Repubblica Italiana, Giuseppe Saragat (al centro), 15 aprile 1969

Non erano trascorsi che tre anni dal suo insediamento al vertice della FIAT, che Gianni Agnelli dovette affrontare un problema piuttosto difficile: il rinnovo del contratto di lavoro dei metalmeccanici (1969). La vertenza procedette per tutta la prima metà dell'anno più o meno aspramente rispetto alle volte precedenti, ma all'inizio di settembre le cose cambiarono radicalmente ed emersero nuove, inattese, forme di sciopero: incominciò quello che verrà subito battezzato autunno caldo.
Iniziarono i carrellisti di Mirafiori, Stabilimento Presse: scioperavano al di fuori delle direttive del sindacato, con scioperi improvvisi, mezza giornata o meno per volta, ma l'effetto fu paralizzante. Il loro compito era trasportare le parti di carrozzeria appena stampate dalle presse alla catena di montaggio: fermi loro, ferma tutta la produzione. In un primo momento il sindacato disapprovò queste forme di protesta spontanee e autonome, poi tentò di farle rientrare nell'alveo della propria iniziativa, agevolato anche dalla posizione dell'Azienda, che voleva un unico interlocutore ufficiale di fronte alle maestranze. Iniziarono, così, forme di sciopero del tutto nuove: si entrava al mattino alle 8 al lavoro ma dopo venti minuti passavano delegati nei vari reparti ad annunciare uno sciopero improvviso che sarebbe iniziato alle otto e trenta e durato fino all'ora di pranzo (o analogamente al pomeriggio). Tutto ciò a rotazione: ora in uno stabilimento, ora nell'altro.
Si formavano nelle officine cortei (detti "serpentoni") di operai muniti di fischietti e altri strumenti sonori che percorrevano i locali invitando i colleghi riluttanti ad astenersi dal lavoro. Quasi sempre invadevano anche le Palazzine uffici, rendendo problematiche le condizioni di lavoro per gli impiegati che non volevano scioperare. Si verificarono anche degli episodi di violenza, sui quali l'azienda non intervenne, per non inasprire gli animi ed evitare danni alle persone e alle apparecchiature. Questi episodi di violenza, accaduti prevalentemente all'ingresso degli stabilimenti produttivi, erano fomentati da forze estranee all'azienda, come risulta dai verbali redatti dalle forze dell'ordine e dalle pubbliche dichiarazioni dell'allora questore di Torino Giuseppe Montesano. Venne rilevata la presenza attiva di esponenti della neonata Lotta Continua e una massiccia presenza di studenti universitari provenienti dalla Sapienza di Roma.
Dal punto di vista del business le cose andavano bene: la crisi economica del 1964 era ormai superata, la richiesta di autovetture era in continuo aumento, tanto che la Fiat non riusciva a soddisfarla e i tempi di consegna si allungarono. Proprio in quell'autunno entrò in funzione lo stabilimento di Rivalta di Torino, ove si provvedeva al montaggio della nuova media cilindrata (per quei tempi), la 128, destinata a prendere il posto della famosa 1100 (mod. 103). Era un'auto dalla linea moderna e accattivante, il prezzo contenuto e piacque subito, ma per averla bisognava attendere anche fino a nove mesi.
La vertenza sindacale si chiuse nel gennaio del 1970 con un nuovo oneroso contratto per le aziende, con concessioni normative consistenti, che incideranno pesantemente sui bilanci futuri. Fra l'altro vennero abolite le differenze territoriali per la determinazione del minimo sindacale del salario (fino a quel momento i salari minimi erano differenziati per provincia, a seconda dell'indice del costo della vita locale elaborato dall'ISTAT) cosicché il neoassunto a Palermo avrebbe percepito, a parità d'inquadramento, lo stesso salario di quello assunto a Milano.
Si valutò che la perdita di produzione durante il periodo "caldo" ammontasse a oltre 130 000 vetture (ma c'è chi dice molto di più, oltre 270 000: si tratta di vedere entro quali termini temporali viene considerato il periodo "caldo"). Intanto gli effetti dell'apertura dei mercati all'interno della CEE si faceva sentire e la concorrenza straniera aumentò la sua penetrazione in Italia.

#### Anni settanta

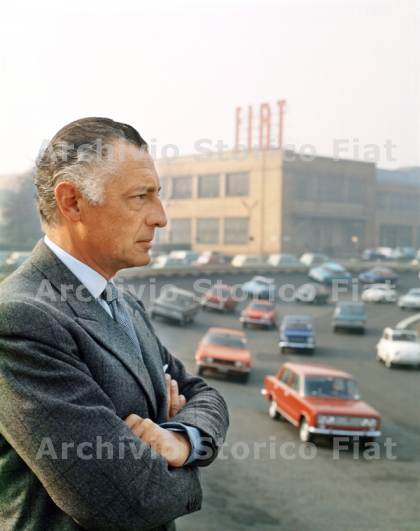
Gianni Agnelli presso lo stabilimento Fiat Mirafiori di Torino, 1970 circa

Nella prima metà degli anni settanta Gianni Agnelli dovette affrontare la prima grande crisi della Fiat, la più grande forse dopo la prima guerra mondiale: l'autofinanziamento non era più possibile (l'investimento brasiliano aveva pesato non poco e i primi risultati furono deludenti), le vendite di auto in Italia calarono e la concorrenza straniera, grazie alla piena attuazione del trattato di Roma in materia di barriere doganali nell'Europa, si fece sempre più agguerrita, erodendo alla Fiat quote crescenti di mercato e la Fiat non poteva più fare a meno, come era stato fino a quel momento, di ricorrere massicciamente al credito.
Nell'autunno 1974 venne assunto un nuovo responsabile della finanza aziendale, Cesare Romiti. Dietro i suggerimenti di questi, Gianni Agnelli trasformò la Fiat da un'azienda industriale in una holding finanziaria. Da questa dipendevano molte holding di settore, una per ogni settore produttivo, che detenevano la proprietà delle rispettive società operative. Il processo durò più di cinque anni e nacquero così la Fiat-Allis, settore macchine agricole, l'Iveco, settore veicoli industriali, la Macchine Movimento Terra, la Teksid (fonderie, produzioni metallurgiche e altro). Ultima, ma solo in ordine di tempo, la Fiat Auto (autovetture e veicoli commerciali leggeri).
L'avvento di Agnelli al timone della Fiat segnò anche una svolta nella politica finanziaria dell'azienda: l'Avvocato si avvicinò sempre più a Mediobanca di Enrico Cuccia (forse anche a seguito delle traversie finanziarie della Fiat e ai buoni rapporti che intercorrevano fra Romiti e Cuccia) dalla quale il suo predecessore Valletta si era sempre tenuto a una cortese distanza.
Il 1976 fu contrassegnato da due eventi: l'arrivo e la repentina partenza di De Benedetti e la vendita della SAI. Carlo De Benedetti era un giovane imprenditore rampante: aveva rilevato l'azienda meccanica del padre e acquisite, a poco prezzo e per gradi, alcune aziende operanti nel settore della componentistica auto, che non se la passavano bene, ristrutturandole e inserendole nella sua holding, la Gilardini, controllata con il 60% delle azioni. Dal 1974 al 1976 era stato presidente dell'Unione Industriale di Torino, inoltre era stato compagno di scuola di Umberto Agnelli, fratelli di Gianni. 

Da sinistra: Gianni Agnelli con Cesare Romiti e Ciriaco De Mita negli anni 70

Nel 1976 Gianni Agnelli propose a Carlo De Benedetti di entrare in Fiat come direttore generale accanto a Romiti. De Benedetti accettò ma a patto di diventare azionista Fiat, cosicché Gianni Agnelli fece acquistare dalla Fiat la Gilardini (azienda il cui fatturato era prevalentemente costituito dalle forniture alla stessa Fiat) e la pagò con un pacchetto di azioni Fiat pari a circa il 5% del capitale sociale della medesima.
De Benedetti, che si era portato dietro alcuni fedelissimi, tra i quali il fratello Franco e l'ingegnere Giorgio Garuzzo, iniziò un lavoro di sfoltimento del management aziendale. Poi, improvvisamente, a fine agosto, decise di andarsene. I motivi di questo dietro-front dopo così poco tempo non sono mai stati spiegati chiaramente. La Gilardini rimase di proprietà Fiat e Gianni Agnelli ricomprò da De Benedetti il pacchetto di azioni Fiat allo stesso prezzo della transazione di quattro mesi prima.
L'altro evento riguardò la Compagnia di assicurazione SAI, di proprietà della famiglia Agnelli. Fondata dal nonno di Gianni negli anni venti per riporci le polizze delle sue aziende e quelle personali, seguì lo sviluppo della Fiat giovandosi dell'automatica acquisizione del cliente Fiat che acquistava a rate l'autovettura con finanziamento SAVA, la società della Fiat che forniva il credito alla clientela e che imponeva, all'atto dell'erogazione del prestito, la stipula di un'assicurazione della vettura contro la RC auto, l'incendio e il furto. Oltre all'assicurazione RC auto, divenuta obbligatoria per legge, i danni da incendio o furto venivano garantiti in quanto la SAVA, erogatrice del prestito, rimaneva proprietaria dell'autovettura fino al pagamento completo delle rate previste.
La quota di controllo della SAI, che era quotata in Borsa, era nel portafoglio di una delle holding di famiglia, l'Istituto Finanziario Industriale (IFI). In quel momento la SAI era la terza compagnia italiana per raccolta premi e la prima nel settore delle assicurazioni auto (preponderante di molto rispetto agli altri rami esercitati). Questo pare venisse considerato il suo tallone di Achille: le tariffe RC auto erano bloccate dal Ministero dell'industria, del commercio e dell'artigianato da quando era entrata in vigore l'obbligatorietà dell'assicurazione per gli autoveicoli; l'inflazione gonfiava i costi di riparazione e qualcuno incominciò a pensare che l'attività assicurativa di questo ramo sarebbe stata presto nazionalizzata.
Nel luglio del 1976 in assemblea venne dato un annuncio improvviso: la compagnia era stata venduta al finanziere Raffaele Ursini. Sembrava che la vendita, caldamente patrocinata presso l'Avvocato dai dirigenti IFI, si fosse rivelata improduttiva per il venditore: il ricavato dell'acquisto, cosa già nota in sede di trattative con Ursini, se n'era andato quasi tutto nel riacquisto della consistente quota di azioni FIAT, ordinarie e privilegiate, che stavano nel portafoglio della Compagnia alienata.

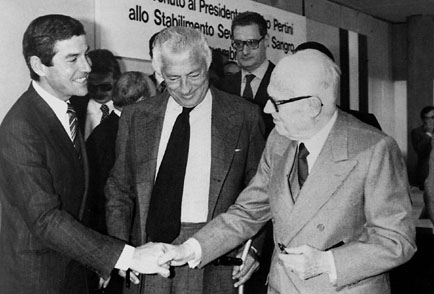
Gianni Agnelli (al centro) con il presidente della Repubblica Italiana, Sandro Pertini (a destra), durante una visita allo stabilimento Sevel Val di Sangro. Sullo sfondo, Cesare Romiti

Il blitz dell'Avvocato irritò il fratello Umberto, che al momento della firma del contratto di cessione si trovava negli Stati Uniti d'America e, tornato in Italia, si sarebbe trovato di fronte al fatto compiuto. Sulla vendita si scatenarono le polemiche (anche se allora non vi era per questi casi l'obbligo di OPA): il prezzo di vendita, si diceva, era stato troppo basso e nell'entourage Fiat si diffuse il malcontento.
Ironia della sorte, un anno dopo il Ministero concesse agli assicuratori il sospirato aumento delle tariffe (20%), la SAI rifiorì, se mai fosse appassita, e passò ancora di mano (da Ursini al costruttore d'immobili Salvatore Ligresti) e, come altre compagnie, tornò a essere nel giro di pochi anni altamente redditizia. La Fiat costituì poco dopo una compagnia propria, l'Augusta Assicurazioni, ma rientrò di fatto nel settore assicurativo solo molti anni dopo, acquistando il pacchetto di maggioranza della Toro Assicurazioni dal fallimento del Banco Ambrosiano.
Alla fine del 1976 i problemi finanziari sembravano risolti con la cessione di poco più del 9% del capitale Fiat alla Lafico (Lybian Arab Foreign Investment Company), una banca controllata dal governo libico di Muʿammar Gheddafi (in dieci anni il socio libico, nel mero ruolo di investitore, arrivò a possedere quasi il 16% del capitale Fiat). La cessione gettò un certo sconcerto negli ambienti politici occidentali per le tensioni esistenti tra la Libia di Gheddafi e diversi altri Paesi, Stati Uniti in testa.
La crisi si riaffacciò prepotente a fine anni settanta (la quota di mercato della Fiat Auto in Italia, il mercato più importante per l'azienda torinese, era scesa dal quasi 75% del 1968, a meno di due anni dall'esordio di Gianni Agnelli come responsabile attivo dell'azienda, al 51% del 1979, ovvero quasi 25 punti in meno in dieci anni. Nel resto dell'Europa, Spagna esclusa, le cose non erano andate meglio, passando dal 6,5% del 1968 al 5,5% del 1979), ma venne superata grazie all'ottima riuscita di modelli voluti dal nuovo direttore generale di FIAT Auto, Vittorio Ghidella: la Uno e, successivamente, la Croma e la Thema.

#### Anni ottanta
I conflitti della FIAT di Gianni Agnelli con le forze sindacali italiane rappresentano un esempio delle relazioni tra il mondo degli industriali e i sindacati negli anni 1980.
Uno dei più aspri scontri con il mondo sindacale si risolse in favore degli industriali nel 1980, quando uno sciopero generale, che aveva portato al blocco della produzione, (il "blocco" dei cancelli FIAT durò ben 35 giorni) venne spezzato dalla cosiddetta "marcia dei quarantamila" (dal supposto numero di lavoratori "qualificati" che il 14 ottobre dello stesso anno sfilarono a Torino reclamando il diritto "di poter andare a lavorare"). Questa azione segnò un punto di svolta e una brusca caduta del potere sino ad allora detenuto dai sindacati degli operai in Italia all'interno della FIAT.

Gianni Agnelli (al centro) presenta la Fiat Panda al presidente Pertini (a sinistra) nei giardini del Palazzo del Quirinale a Roma, 26 febbraio 1980

Si trattò di un periodo in cui le cose andavano abbastanza bene; l'azienda, grazie al successo ottenuto con i nuovi modelli di cui si è detto e alla riduzione dei costi di produzione ottenuta con una forte spinta all'automazione dei processi produttivi (robotizzazione) che la portò a primeggiare nel mondo in questo campo, produceva nuovamente buoni utili per i suoi azionisti e assunse anche nuova mano d'opera. A metà degli anni ottanta iniziò una trattativa di accordo societario con la Ford Europa ma poi, a trattative già avanzate, l'accordo sfumò (ottobre 1985).
Poco dopo Gianni Agnelli strappò proprio alla Ford l'acquisto dall'IRI dell'Alfa Romeo, che il governo italiano aveva deciso di vendere. Le offerte dei due contendenti comprendevano un corrispettivo a titolo di acquisto più impegni finanziari successivi nella nuova realtà produttiva. In effetti il confronto fra le due offerte non era facile poiché, al di là del mero corrispettivo di acquisto, si inserivano altri fattori quali: le modalità di pagamento di tale corrispettivo, gli impegni a mantenere i livelli occupazionali dell'Alfa Romeo, l'ammontare degli investimenti che i due acquirenti avrebbero promesso di fare nell'azienda acquisita. Queste complessità favorirono il fiorire di numerose polemiche.

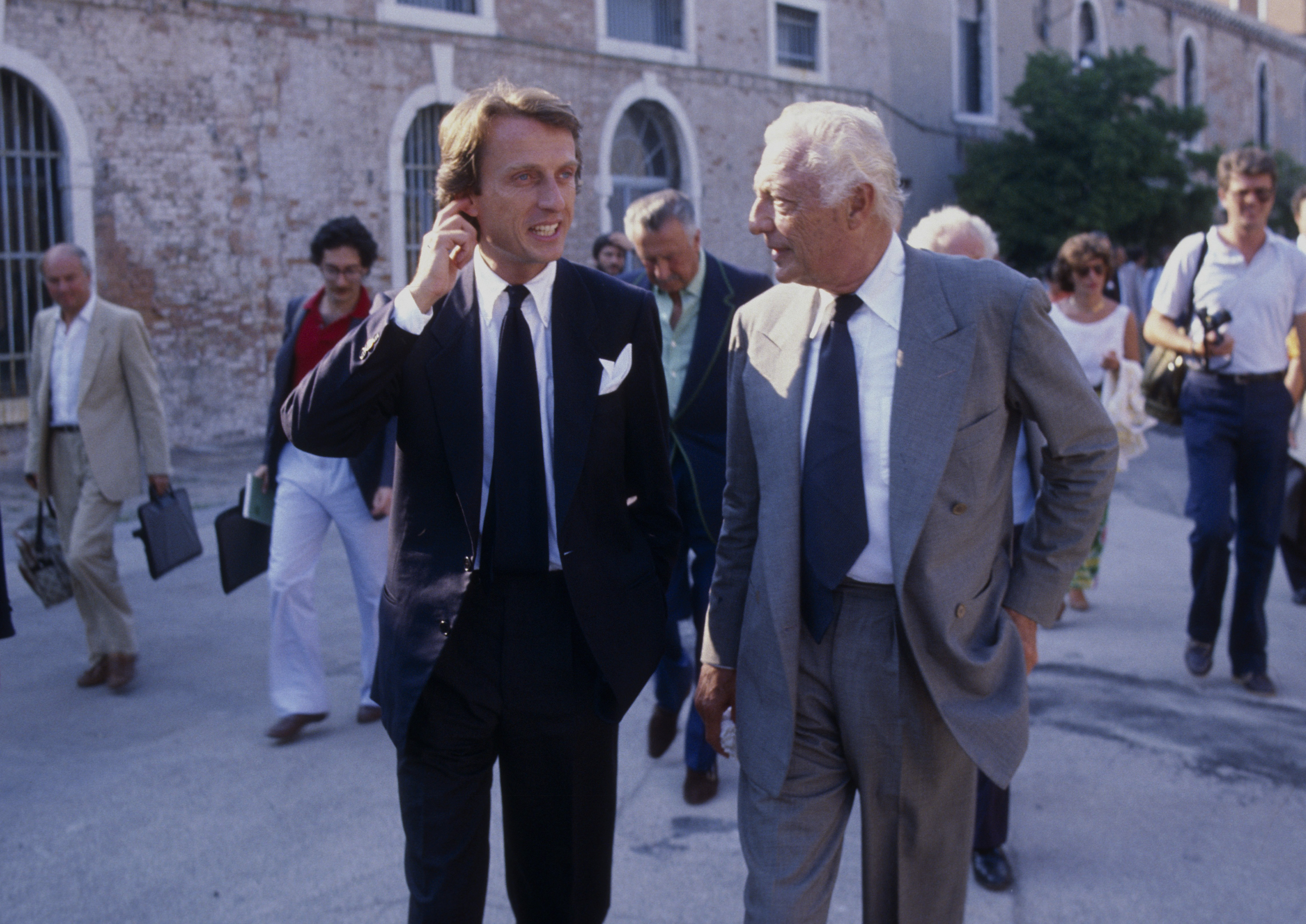
Da sinistra: Luca Cordero di Montezemolo e Gianni Agnelli al varo di Azzurra per l'America's Cup, 25 luglio 1985

Nell'autunno si risolse poi un problema già vivo da qualche anno: la presenza di una banca dello Stato libico nella compagine azionaria. Tale presenza aveva già dato luogo a numerosi problemi alla Fiat per i rapporti che il gruppo teneva con numerose società ed enti statunitensi, arrivando a essere causa di rifiuto di acquisto di forniture di aziende del gruppo da parte di enti federali americani o di società private, le quali però lavoravano per la Difesa statunitense. Proprio nella primavera la tensione giunse al culmine: il 15 aprile 1986 uno stormo di cacciabombardieri americani attaccò una base navale libica presso Bengasi e la residenza dello stesso Gheddafi vicino a Tripoli (Operazione El Dorado Canyon), in ritorsione a una serie di attentati contro basi americane e luoghi frequentati da americani, la cui responsabilità veniva attribuita dall'amministrazione statunitense al governo libico. Poche ore dopo due missili libici caddero non lontano dalle coste dell'isola di Lampedusa. Dopo una trattativa durata qualche mese con i rappresentanti della banca libica la quota Fiat in mano a essa venne riacquistata da una delle "casseforti di famiglia", l'IFIL (settembre 1986). L'operazione, studiata da Agnelli e Romiti con Enrico Cuccia, che vide coinvolte sia Mediobanca sia la Deutsche Bank, fu una manovra finanziaria complicata, che nel complesso riuscì ma sollevò molte critiche.
Nel 1987 Gianni Agnelli blindò il controllo della Fiat da parte della famiglia costituendo la Società in accomandita per azioni Giovanni Agnelli, nella quale confluirono le partecipazioni degli ormai numerosissimi componenti della famiglia. Questa "tecnica" verrà presto utilizzata da altri industriali. Inspiegabilmente, alla fine del 1988, l'artefice della potente ripresa dell'azienda sui mercati italiano ed europeo, Vittorio Ghidella, venne bruscamente allontanato dalla Fiat dopo essere stato sugli scudi per tanto tempo. Due anni prima lo stesso Gianni Agnelli, entusiasta dei risultati ottenuti da Ghidella, l'aveva pubblicamente indicato come il futuro successore di Cesare Romiti. Intanto incominciava a pesare anche in Italia la concorrenza di avversari temibilissimi: i giapponesi.

#### Anni 2000
Al principio degli anni 2000, Gianni Agnelli, convinto che la Fiat non ce l'avrebbe fatta da sola ad affrontare la sfida del mercato mondiale (fra il 1990 e il 2001 la quota di mercato FIAT in Italia si era ridotta da circa il 53% a circa il 35% e in Europa da poco più del 14% a meno del 10%), aprì agli americani della General Motors (GM), con i quali concluse un'intesa: la grande azienda statunitense acquistò il 20% della Fiat Auto pagandolo con azioni proprie (un aumento di capitale riservato alla Fiat) che valevano in totale circa il 5% dell'intero capitale GM e la Fiat ottenne una clausola put, il diritto esercitabile in questo caso dopo due anni ed entro gli otto successivi, di cedere a GM il rimanente 80% della Fiat Auto a un prezzo da determinarsi con certi criteri predefiniti e che GM sarà obbligata ad acquistare. Erano previste inoltre fusioni fra società costituite da stabilimenti Fiat Auto e stabilimenti Opel, la consociata europea di GM, con sede in Germania.

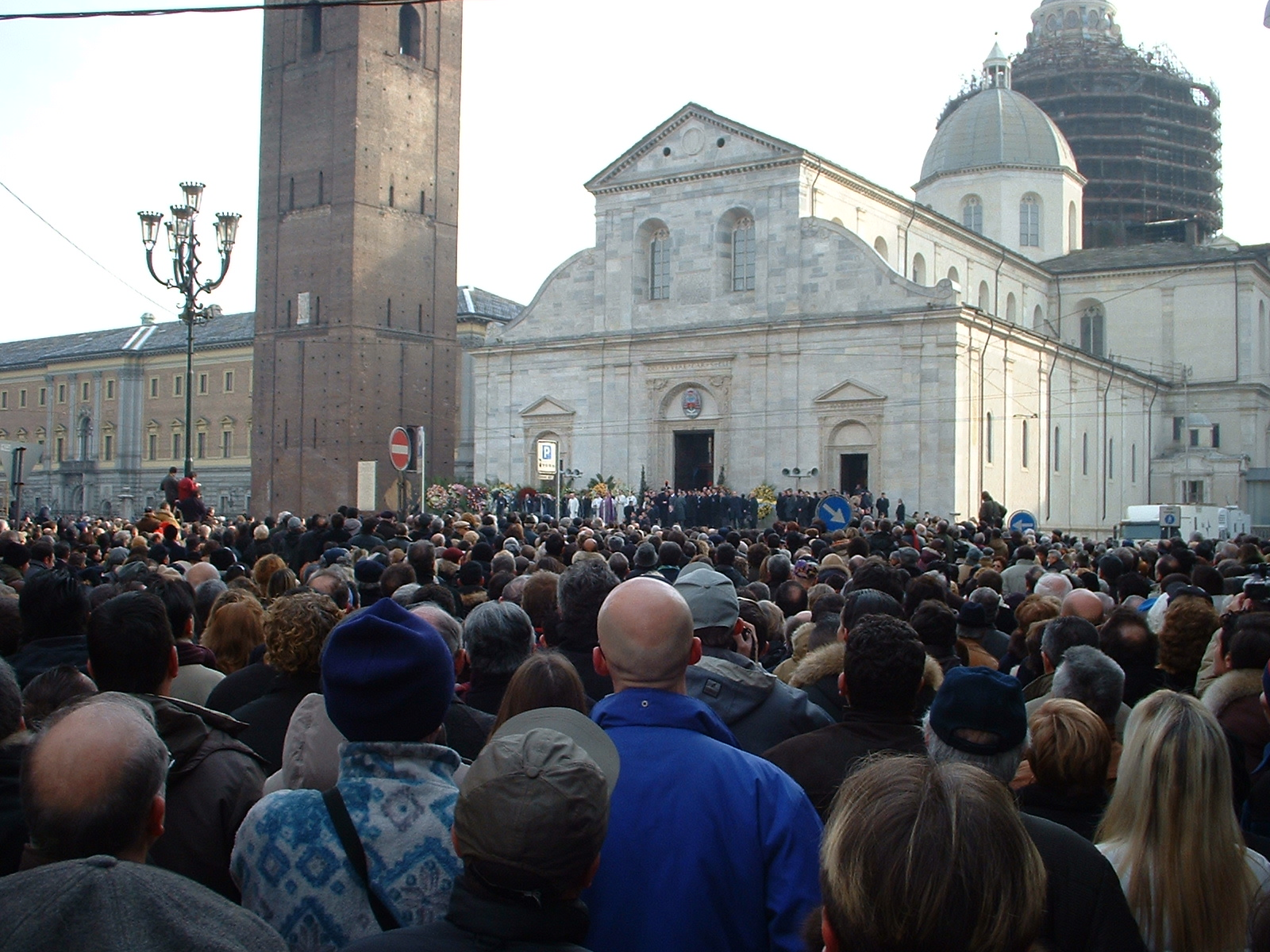
Funerale di Gianni Agnelli al Duomo di Torino, 26 gennaio 2003

L'accordo si ruppe cinque anni dopo (sia FIAT sia GM si trovavano in grosse difficoltà) con un risultato opposto a quanto ipotizzato originariamente: non fu la Fiat Auto che venne interamente ceduta a GM, bensì fu GM che pagò per evitare l'esercizio del diritto di cessione (clausola put) da parte Fiat, cedendo a quest'ultima anche le quote GM di Fiat Auto. Le società operative miste, già costituite e operanti, vennero sciolte e ognuno si riprese la sua parte, anche se GM mantenne i diritti di produzione dei motori MultiJet, che saranno montati su tutta la gamma GM e costruiti in un apposito stabilimento GM-Powertrain a Tychy, in Polonia. La crisi economica del settore auto del Gruppo Fiat trovò Agnelli già in lotta contro il tumore ed egli poteva partecipare ormai solo in maniera limitata allo svolgersi degli eventi.

### La morte
Gianni Agnelli morì il 24 gennaio 2003, all'età di 81 anni, a Torino nella sua storica residenza collinare Villa Frescòt (al confine con Pecetto Torinese) per carcinoma della prostata. La camera ardente venne allestita nella Pinacoteca del Lingotto, secondo il cerimoniale del Senato. Il funerale, deciso all'inizio in forma privata, fu trasmesso in diretta su Rai 1, si svolse nel Duomo di Torino seguito da un'enorme folla e presieduto dal cardinale Severino Poletto. La vedova Marella, con una lettera aperta al direttore del quotidiano La Stampa, ringrazierà poi tutte le figure nazionali e internazionali e tutti i cittadini presenti. Gianni Agnelli venne tumulato nella monumentale cappella di famiglia presso il piccolo cimitero di Villar Perosa.

## Altri interessi

### Circoli
Gianni Agnelli era socio di vari circoli esclusivi, come il Clubino di Milano, il Circolo della Caccia a Roma, il Knickerbocker Club di New York, lo Yacht Club Costa Smeralda di Porto Cervo e il Corviglia Ski Club di St. Moritz.

### Sport
(Gianni Agnelli, 1963)

Da sinistra: Gianni Agnelli nell'estate 1972, a colloquio con alcuni giocatori della sua Juventus a Villar Perosa

La figura di Gianni Agnelli fu anche strettamente legata alla storia della Juventus, del cui consiglio direttivo fece parte dal 1935 su iniziativa congiunta di alcuni soci dell'allora omonima polisportiva. Agnelli inizialmente svolse il ruolo di osservatore, incarico designato dall'omonimo nonno senatore (che aveva responsabilità su tutte le aziende in cui la famiglia ebbe partecipazione diretta o indiretta in seguito alla scomparsa, accaduta in quell'anno, del figlio Edoardo, fino a quel momento ritenuto dall'allora presidente della FIAT come il proprio successore). Assunse poi diverse cariche operative, al pari di altri membri della dinastia torinese, sin dal 1939 fino a ottenere tre anni più tardi la vicepresidenza della Vecchia Signora sotto la gestione dell'imprenditore e, in precedenza, calciatore juventino Piero Dusio.
Eletto presidente da una giunta di soci della Juventus nel convegno annuale del 1947, la sua gestione, durata sino al 1954, ebbe un impatto all'interno del club simile a quello del padre Edoardo un ventennio prima, acquistando giocatori di rilievo quali Giampiero Boniperti, John Hansen e Karl Åge Præst, decisivi per la conquista di due campionati italiani nel 1950 e 1952, i primi vinti dalla società bianconera in quindici anni, nonché per la trasformazione subita a livello societario da un club privato facente parte della casa automobilistica rivale della FIAT, la Cisitalia, presieduta dal citato Dusio, a un'azienda indipendente con capitale privato a responsabilità limitata; dopodiché Dusio cedette alla famiglia Agnelli le proprie quote azionarie della Juventus, in seguito alla liquidazione della Cisitalia, prima di emigrare in Argentina alla fine degli anni 1940.

Da sinistra: Gianni Agnelli nell'estate 1995 insieme al tecnico juventino Marcello Lippi

Il suo convolgimento nelle vicende sportive della Juventus fu intenso, rafforzando considerevolmente l'identificazione esistente tra la società calcistica e la dinastia torinese. Dopo aver svolto la presidenza del club torinese, rimase legato ai colori bianconeri svolgendo diverse attività dirigenziali in qualità di presidente onorario, con cui poté mantenere la sua influenza sul club fino al 1994, anno in cui consegnò tali attività al fratello Umberto, dopo aver ottenuto al vertice della squadra juventina dieci titoli di campione d'Italia, quattro coppe nazionali, tre Coppe UEFA, una Coppa dei Campioni, una Coppa delle Coppe, una Supercoppa UEFA e una Coppa Intercontinentale, per un totale di 23 trofei ufficiali in 48 anni, che lo hanno reso uno dei dirigenti più importanti e vincenti della storia del calcio. Le sue quotidiane telefonate delle 6 del mattino al celebre capitano della squadra prima e a sua volta presidente poi, Giampiero Boniperti, effettuate da dovunque fosse, sono leggendarie.
Nel 2000 fu nominato presidente del comitato d'onore di Torino 2006 e acclamato membro onorario del CIO, cariche che ricoprì fino alla morte.

### L'editoria
Gianni Agnelli fu presente anche nell'editoria, sia pure attraverso la Fiat. Il 100% del quotidiano La Stampa era, fin dal 1926, di proprietà della Fiat. Anche il Corriere della Sera lo fu per un terzo del capitale dal 1973 al 1974 quando Gianni Agnelli decise di cedere la partecipazione. Ci rientrerà dieci anni dopo acquistando, attraverso la Gemina, società finanziaria collegata alla Fiat, poco più del 46% della Rizzoli, nel corso di un'operazione di salvataggio della società editrice, che in quel momento era piuttosto malandata.

### Confindustria
Nel 1974 Gianni Agnelli fu eletto presidente della Confindustria, il sindacato degli industriali. La sua politica fu una sorta di appeasement verso i sindacati nella speranza che l'asprezza delle lotte si mitigasse e fosse possibile così riprendere lo slancio produttivo. L'interlocutore privilegiato divenne Luciano Lama, segretario generale della CGIL e responsabile della politica dei tre sindacati principali (la cosiddetta triplice, cioè CGIL, CISL e UIL).
L'effetto principale fu l'accordo sulla cosiddetta scala mobile, il meccanismo di indicizzazione dei salari al costo della vita. L'accordo fu trovato, il meccanismo precedente fu modificato e fu anche abolita la differenziazione fra categorie: lo scatto di contingenza (importo mensile lordo da corrispondere in più a ogni punto di incremento del costo della vita) diveniva uguale per tutti, dal semplice manovale allo specialista, al quadro impiegatizio della categoria più alta prima della dirigenza.
Agnelli lasciò la presidenza della Confindustria nel 1976: il suo operato fu successivamente fortemente criticato (l'accusa era quella di aver fatto delle concessioni troppo ampie, incompatibili con la situazione economica e a lungo termine dannose anche per le maestranze, in quanto nel meccanismo di adeguamento si celerebbe un fattore moltiplicativo dell'inflazione). In compenso la conflittualità all'interno delle fabbriche non si ridusse, anzi si accrebbe e si aggravò, come dimostrarono i fatti negli anni subito a seguire.

### La presenza nelle istituzioni

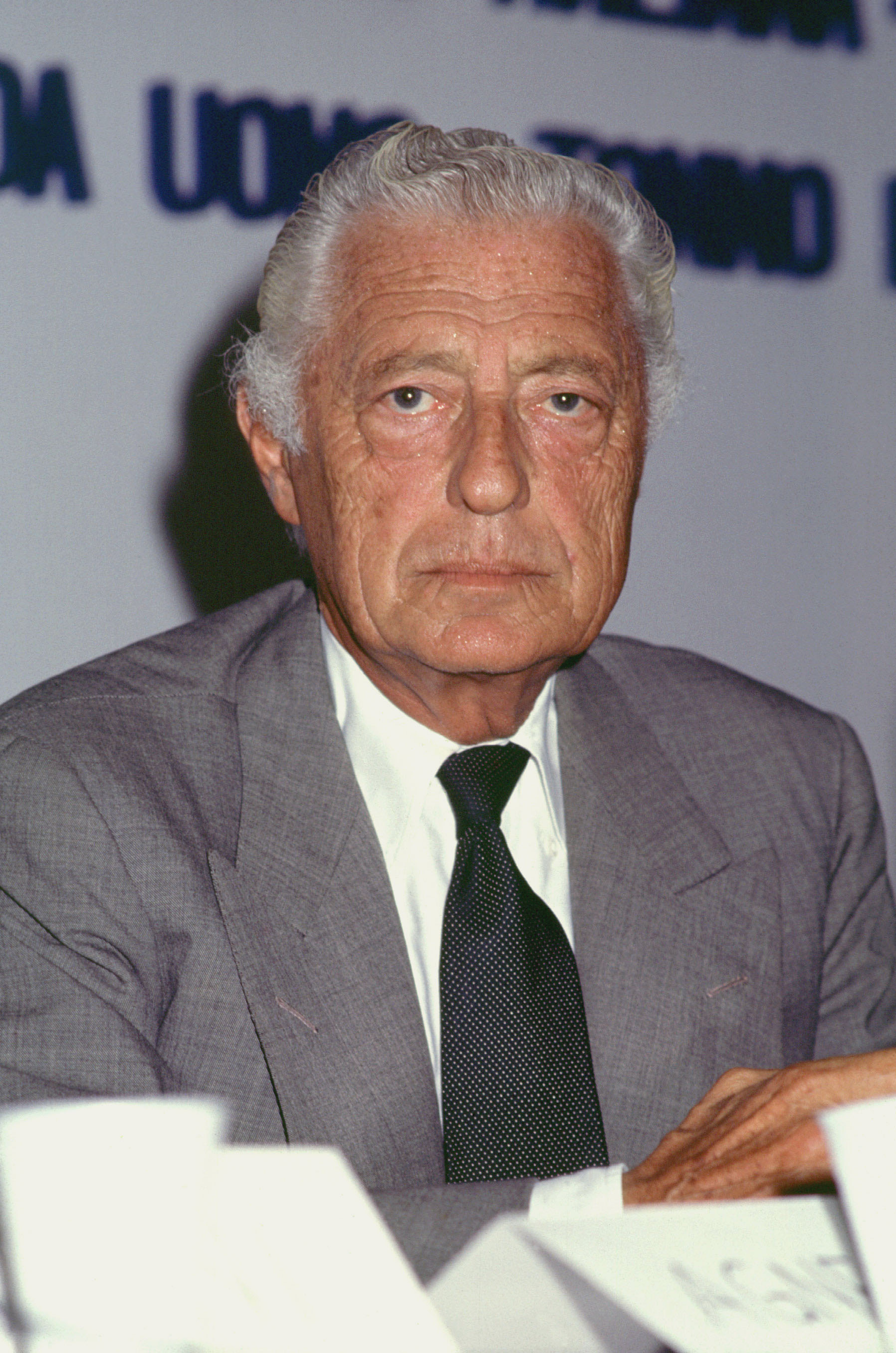
Gianni Agnelli nel 1983

Il primo incarico di natura pubblica lo ricevette nel 1961 quando, in occasione dei festeggiamenti per il primo centenario dell'unità d'Italia, fu nominato presidente dell'Esposizione internazionale del lavoro. All'inizio del 1976 l'allora segretario del Partito Repubblicano Ugo La Malfa offrì a Gianni Agnelli una candidatura nelle liste del partito per le elezioni politiche che si sarebbero svolte in giugno e in un primo momento parve che Gianni Agnelli avesse una certa intenzione di aderire alla proposta, ma poi declinò l'invito, avendo nel frattempo il fratello Umberto accettata la candidatura nella Democrazia Cristiana (Umberto verrà poi eletto senatore nelle file della DC).
Nel 1991 venne nominato senatore a vita dal Presidente della Repubblica Italiana Francesco Cossiga: al Senato, Agnelli si iscrisse al gruppo Per le Autonomie e fu membro della Commissione Difesa. Nel 1994 fu tra i tre senatori a vita (insieme a Giovanni Leone e allo stesso Cossiga) a votare la fiducia al primo governo Berlusconi (e fu la prima volta nella storia d'Italia che i senatori a vita furono decisivi per la fiducia a un esecutivo), nonostante avesse dichiarato, quando Berlusconi stava per entrare in politica: «Se vince, avrà vinto un imprenditore, se perde avrà perso Berlusconi». Quando però nel 1998 cadde il governo Prodi I e fu nominato premier Massimo D'Alema, il primo post-comunista, fece scalpore il suo voto a favore della fiducia; come ebbe a spiegare alla stampa: «...oggi in Italia un governo di sinistra è l'unico che possa fare politiche di destra».

## Vita privata
Nonostante le apparenze di uomo composto e nonostante sia rimasto sposato per 50 anni con Marella Caracciolo, Gianni Agnelli fu molto disinvolto nelle sue relazioni personali. Come riportato da un documentario americano del 2017 prodotto dalla rete TV HBO, presentato al festival del cinema di Venezia e da molte pagine web, godendo di un indiscusso fascino, Agnelli si divertiva molto con relazioni e avventure galanti, che consumava nelle sue numerose garçonnières.
Tra le tante donne famose con cui ebbe relazioni extraconiugali, si ricordano Anita Ekberg, Dalila Di Lazzaro e Jacqueline Kennedy. Alcuni di questi legami furono rivelati dalle stesse interessate, magari dopo la morte di Agnelli; le pubblicazioni di altre informazioni e fotografie sono state soffocate sul nascere da familiari e collaboratori.
Agnelli amava molto anche correre con tutti i mezzi e particolarmente in automobile, ignorando i limiti di velocità, con conseguenze a volte gravi, tra cui il sopra citato incidente del 1952, che gli compromise la gamba. Egli stava infatti cercando di raggiungere urgentemente a Montecarlo la sua amante di allora, Pamela Digby, già nuora di Winston Churchill, che aveva minacciato di lasciarlo dopo averlo sorpreso con un'altra donna.

## Ascendenza
|                                                      |                                                         |                                                            | Genitori                                                    |  |  | Nonni |  |  | Bisnonni        |  |  | Trisnonni                  |  |
|                                                      |                                                         |                                                            |                                                             |  |  |       |  |  | Edoardo Agnelli |  |  | Giuseppe Francesco Agnelli |  |
|                                                      |                                                         |                                                            |                                                             |  |  |       |  |  | Edoardo Agnelli |  |  | Giuseppe Francesco Agnelli |  |
|                                                      |                                                         | Maria Maggia                                               |                                                             |  |  |       |  |  | Edoardo Agnelli |  |  |                            |  |
| Giovanni Agnelli                                     |                                                         |                                                            |                                                             |  |  |       |  |  | Edoardo Agnelli |  |  |                            |  |
|                                                      |                                                         | Aniceta Frisetti                                           | Giovanni Frisetti                                           |  |  |       |  |  |                 |  |  |                            |  |
|                                                      |                                                         | Aniceta Frisetti                                           | Giovanni Frisetti                                           |  |  |       |  |  |                 |  |  |                            |  |
|                                                      |                                                         | Aniceta Frisetti                                           | Anna Lavista                                                |  |  |       |  |  |                 |  |  |                            |  |
| Edoardo Agnelli                                      |                                                         | Aniceta Frisetti                                           |                                                             |  |  |       |  |  |                 |  |  |                            |  |
|                                                      |                                                         | Leopoldo Francesco Primo Boselli                           | Giuseppe Boselli                                            |  |  |       |  |  |                 |  |  |                            |  |
|                                                      |                                                         | Leopoldo Francesco Primo Boselli                           | Giuseppe Boselli                                            |  |  |       |  |  |                 |  |  |                            |  |
|                                                      |                                                         | Leopoldo Francesco Primo Boselli                           | Maddalena Lampugnani                                        |  |  |       |  |  |                 |  |  |                            |  |
| Clara Boselli                                        |                                                         | Leopoldo Francesco Primo Boselli                           |                                                             |  |  |       |  |  |                 |  |  |                            |  |
|                                                      |                                                         | Maddalena Lampugnani                                       | Luigi Lampugnani                                            |  |  |       |  |  |                 |  |  |                            |  |
|                                                      |                                                         | Maddalena Lampugnani                                       | Luigi Lampugnani                                            |  |  |       |  |  |                 |  |  |                            |  |
|                                                      |                                                         | Maddalena Lampugnani                                       | Maria Sanpietro                                             |  |  |       |  |  |                 |  |  |                            |  |
| Gianni Agnelli                                       |                                                         | Maddalena Lampugnani                                       |                                                             |  |  |       |  |  |                 |  |  |                            |  |
|                                                      | Ranieri Bourbon del Monte, III principe di San Faustino | Francesco Bourbon del Monte, marchese di Monte Santa Maria |                                                             |  |  |       |  |  |                 |  |  |                            |  |
|                                                      | Ranieri Bourbon del Monte, III principe di San Faustino | Francesco Bourbon del Monte, marchese di Monte Santa Maria |                                                             |  |  |       |  |  |                 |  |  |                            |  |
|                                                      | Ranieri Bourbon del Monte, III principe di San Faustino | Carolina Scarampi di Pruney                                |                                                             |  |  |       |  |  |                 |  |  |                            |  |
| Carlo Bourbon del Monte, IV principe di San Faustino | Ranieri Bourbon del Monte, III principe di San Faustino |                                                            |                                                             |  |  |       |  |  |                 |  |  |                            |  |
|                                                      |                                                         | Maria Francesca Massimo                                    | Vittorio Emanuele Camillo IX Massimo, II principe di Arsoli |  |  |       |  |  |                 |  |  |                            |  |
|                                                      |                                                         | Maria Francesca Massimo                                    | Vittorio Emanuele Camillo IX Massimo, II principe di Arsoli |  |  |       |  |  |                 |  |  |                            |  |
|                                                      |                                                         | Maria Francesca Massimo                                    | Maria Giacinta Della Porta Rodiani                          |  |  |       |  |  |                 |  |  |                            |  |
| Virginia Bourbon del Monte                           |                                                         | Maria Francesca Massimo                                    |                                                             |  |  |       |  |  |                 |  |  |                            |  |
|                                                      |                                                         | George W. Campbell Jr.                                     | George W. Campbell                                          |  |  |       |  |  |                 |  |  |                            |  |
|                                                      |                                                         | George W. Campbell Jr.                                     | George W. Campbell                                          |  |  |       |  |  |                 |  |  |                            |  |
|                                                      |                                                         | George W. Campbell Jr.                                     | Harriett Campbell                                           |  |  |       |  |  |                 |  |  |                            |  |
| Jane Allen Campbell                                  |                                                         | George W. Campbell Jr.                                     |                                                             |  |  |       |  |  |                 |  |  |                            |  |
|                                                      |                                                         | Virginia Watson                                            | Alexander Watson                                            |  |  |       |  |  |                 |  |  |                            |  |
|                                                      |                                                         | Virginia Watson                                            | Alexander Watson                                            |  |  |       |  |  |                 |  |  |                            |  |
|                                                      |                                                         | Virginia Watson                                            |                                                             |  |  |       |  |  |                 |  |  |                            |  |
|                                                      |                                                         | Virginia Watson                                            |                                                             |  |  |       |  |  |                 |  |  |                            |  |

Fonte: "Note Azzurre" n. 2871,2872,5504,5689 e 5572

## Eredità
La documentazione prodotta da Gianni Agnelli durante il periodo della sua attività nell'azienda di famiglia (1966-2003) è conservata nel fondo Fiat dell'Archivio storico Fiat.

## Videografia
- Giancarlo Mancini, Il tempo e la storia: episodio 4x53, La famiglia Agnelli e la Juve, con Giovanni De Luna, RAI Cultura, RAI 3, 24 novembre 2016,  a 24 min 04 s.
- Emanuele Imbucci, Gianni Agnelli, in arte l'Avvocato, RAI 3, 13 marzo 2023.